# Tinamú colltacat
El tinamú colltacat (Rhynchotus maculicollis) és una espècie d'ocell de la família dels tinàmids (Tinamidae) que habita en zones de matoll semiàrids i conreus de cereals, al vessant oriental dels Andes, a Bolívia i el nord-oest de l'Argentina. Tradicionalment va ser considerada una subespècie del tinamú d'ales vermelloses.